# Verandering 90
Verandering 90' (Cambio 90) is een Peruviaanse politieke partij die het politieke terrein betrad in 1989 en zich ontwikkelde tot de belangrijkste politieke macht van het land in 1990. Het was de aanzet van een politieke stroming in de decennia erna die bekend werd als het fujimorisme, genoemd naar Alberto Fujimori, leider van de partij en president van Peru van 1990 tot en met 2000.

## 1990

### Politieke klimaat
Het succes van deze partij kwam in grote mate voort uit de afkeer van de traditionele politieke klasse, die veroorzaakt werd door het gebrek aan nagekomen verkiezingsbeloftes. In de verkiezingen van 1990 versloeg Fujimoto, een landbouwkundig ingenieur en tussen 1984 en 1989 rector van de Nationale Landbouwuniversiteit La Molina, zijn tegenhanger Llosa in de tweede ronde; Mario Vargas Llosa is een intellectueel en was kandidaat voor Fredemo. De slogan van Verandering 90 was "Eerlijkheid, Technologie, Werk".

### Steunende groeperingen
Verschillende groeperingen boden steun aan de partij. Een ervan was de Vereniging van Midden- en Kleinbedrijf (APEMIPE) en met hen de informele klasse van werknemers die zich ook aan die vereniging verbond. Een bijzondere steun kwam van verschillende groepen protestantse gelovigen. Terwijl minder dan 4% van de Peruanen het protestantse geloof aanhing, was dit niettemin een erg actieve groep in het leggen van het contacten met het volk, in het bijzonder daar waar de traditionele politieke partijen dit lieten liggen. De derde kracht die zich achter de partij schoof, kwam van de "molineros", ofwel hoogleraren, studenten en medewerkers van La Molina, de landbouwuniversiteit waaraan Fujimoro verbonden was.

### Direct aan de macht
Zes maanden voorafgaand aan de eerste verkiezingsronde, had Verandering 90 de steun van nog geen 4% van het electoraat, tegenover de 42% die ten gunste van Llosa van Fredemo werd gepeild. In de tweede ronde wist Verandering 90 echter het presidentschap naar zich toe te trekken. Echter werd geen meerderheid behaald in de beide kamers van het toen nog uit twee kamers bestaande Peruviaans congres.

## 2011
Jaren later, in 2011, sloot de leider Renzo Reggiardo zich tijdens de verkiezingen van 2011 niet aan bij Kracht 2011 die toen het fujimorisme vertegenwoordigde, maar bij de Nationale Solidariteitspartij. Fujimoro zat toen al vanwege onder meer een corruptieschandaal en politieke moorden een gevangenisstraf uit van 25 jaar.